# Hating Alison Ashley (film)
Hating Alison Ashley è un film del 2005 diretto da Geoff Bennett, e tratto dal romanzo Ti odio, Alison! Come osi essere perfetta? di Robin Klein del 1984. È stato girato a Melbourne, in Australia, e prodotto da Elizabeth Howatt-Jackman. Il film non è stato distribuito in Italia.

## Riconoscimenti
- Australian Film Institute Award 2005
  - Migliori costumi (Paul Warren)
  - Miglior attrice protagonista (Saskia Burmeister)
  - Miglior sceneggiatura (Christine Madafferi)
  - Miglior attrice non protagonista (Tracy Mann)